# UFC 35
UFC 35: Throwdown은 2002년 1월 11일에 미국 코네티컷주에서 개최된 UFC 경기이다.

## 같이 보기
- UFC
- UFC 대회 목록